# Dallas-Fort Worth Film Critics Association Awards 2013
La 19ª edizione dei Dallas-Fort Worth Film Critics Association, annunciata il 16 dicembre 2013, ha premiato i migliori film usciti nel corso dell'anno.

## Vincitori
A seguire vengono indicati i vincitori, in grassetto.

### Miglior film
1. 12 anni schiavo (12 Years a Slave), regia di Steve McQueen
2. Gravity, regia di Alfonso Cuarón
3. Nebraska, regia di Alexander Payne
4. American Hustle - L'apparenza inganna (American Hustle), regia di David O. Russell
5. Dallas Buyers Club , regia di Jean-Marc Vallée
6. Lei (Her), regia di Spike Jonze
7. The Wolf of Wall Street, regia di Martin Scorsese
8. A proposito di Davis (Inside Llewyn Davis), regia di Joel ed Ethan Coen
9. Captain Phillips - Attacco in mare aperto (Captain Phillips), regia di Paul Greengrass
10. Mud, regia di Jeff Nichols

### Miglior regista
1. Alfonso Cuarón - Gravity
2. Steve McQueen - 12 anni schiavo (12 Years a Slave)
3. Alexander Payne - Nebraska
4. David O. Russell - American Hustle - L'apparenza inganna (American Hustle)
5. Martin Scorsese - The Wolf of Wall Street

### Miglior attore
1. Matthew McConaughey - Dallas Buyers Club
2. Chiwetel Ejiofor - 12 anni schiavo (12 Years a Slave)
3. Bruce Dern - Nebraska
4. Tom Hanks - Captain Phillips - Attacco in mare aperto (Captain Phillips)
5. Leonardo DiCaprio - The Wolf of Wall Street

### Miglior attrice
1. Cate Blanchett - Blue Jasmine
2. Sandra Bullock - Gravity
3. Judi Dench - Philomena
4. Meryl Streep - I segreti di Osage County (August: Osage County)
5. Emma Thompson - Saving Mr. Banks

### Miglior attore non protagonista
1. Jared Leto - Dallas Buyers Club
2. Michael Fassbender - 12 anni schiavo (12 Years a Slave)
3. Barkhad Abdi - Captain Phillips - Attacco in mare aperto (Captain Phillips)
4. Daniel Brühl - Rush
5. Jonah Hill - The Wolf of Wall Street

### Miglior attrice non protagonista
1. Lupita Nyong'o - 12 anni schiavo (12 Years a Slave)
2. June Squibb - Nebraska
3. Jennifer Lawrence - American Hustle - L'apparenza inganna (American Hustle)
4. Julia Roberts - I segreti di Osage County (August: Osage County)
5. Sally Hawkins - Blue Jasmine

### Miglior film straniero
1. La vita di Adele (La vie d'Adèle: Chapitres 1 & 2), regia di Abdellatif Kechiche
2. Il sospetto (Jagten), regia di Thomas Vinterberg
3. La grande bellezza, regia di Paolo Sorrentino
4. Si alza il vento (風立ちぬ), regia di Hayao Miyazaki
5. The Grandmaster (Yut doi jung si), regia di Wong Kar-wai

### Miglior documentario
1. 20 Feet from Stardom, regia di Morgan Neville
2. L'atto di uccidere (The Act of Killing), regia di Joshua Oppenheimer
3. Stories We Tell, regia di Sarah Polley
4. Blackfish, regia di Gabriela Cowperthwaite
5. The Gatekeepers - I guardiani di Israele, regia di Dror Moreh

### Miglior film d'animazione
1. Frozen - Il regno di ghiaccio (Frozen), regia di Chris Buck e Jennifer Lee
2. Cattivissimo me 2 (Despicable Me 2),regia di Pierre Coffin e Chris Renaud

### Miglior fotografia
1. Emmanuel Lubezki - Gravity
2. Sean Bobbitt - 12 anni schiavo (12 Years a Slave)

### Miglior sceneggiatura
1. John Ridley - 12 anni schiavo (12 Years a Slave)
2. Bob Nelson - Nebraska a pari merito con Spike Jonze - Lei (Her)

### Miglior colonna sonora
1. Steven Price - Gravity

### Russell Smith Award
- Prossima fermata Fruitvale Station (Fruitvale Station) per il miglior film indipendente a basso budget